# 88795 Morvan
88795 Morvan è un asteroide della fascia principale. Scoperto nel 2001, presenta un'orbita caratterizzata da un semiasse maggiore pari a 2,6258568 UA e da un'eccentricità di 0,0594924, inclinata di 1,67322° rispetto all'eclittica.
L'asteroide è dedicato all'omonimo massiccio della Borgogna.